# Josef Leinweber
Josef Leinweber (* 9. April 1940 in Fulda; † 18. August 1992 ebenda) war ein deutscher römisch-katholischer Priester, Theologe und Kirchenhistoriker.

## Leben
Er wuchs in Dietges auf. Nach dem Besuch des Gymnasiums in Münsterschwarzach und Fulda studierte er Philosophie und Theologie in Fulda und München. Adolf Bolte weihte ihn am 10. April 1965 zum Priester. Zur Fortsetzung und Vertiefung seines Wissens wurde Leinweber nach zwei Kaplansjahren am Florenberg, Pfarrei Pilgerzell, zum Wintersemester 1967/68 zum Studium an der Universität München freigestellt. Im Wintersemester 1970/71 wurde er bei Hermann Tüchle mit der Dissertation Das Hochstift Fulda vor der Reformation promoviert. Bei Walter Brandmüller an der Universität Augsburg stellte er 1975 seine Habilitationsschrift fertig. Er war wissenschaftlicher Mitarbeiter am Lehrstuhl Brandmüllers und wurde 1975 persönlicher Referent und Privatsekretär von Eduard Schick.
Mit der Wahrnehmung eines Lehrauftrages 1975 und der Berufung zum Professor für Alte Kirchengeschichte, Patristische Theologie und Christliche Archäologie 1976 an der Philosophisch-Theologischen Hochschule Fulda, bei gleichzeitiger Wahrnehmung der Aufgaben des Lehrstuhles für Mittlere und Neuere Kirchengeschichte, Kirchliche Kunst und Denkmalpflege seit 1982 sowie mit der Lehrtätigkeit am Katholisch-Theologischen Seminar der Universität Marburg beauftragt.

## Gedenken
An der Theologischen Fakultät Fulda wird alle drei Jahre der mit 5000 Euro dotierte Josef Leinweber-Preis für wissenschaftliche Forschungsarbeiten auf dem Gebiet der Geschichte und Geistesgeschichte der Abtei und des Bistums Fulda vergeben.

## Schriften (Auswahl)
- Das Hochstift Fulda vor der Reformation. Fulda 1972, ISBN 3-7900-0012-4.
- Der Fuldaer Abtskatalog des Apollo von Vilbel. Zur Fuldaer Geschichtsschreibung des 16. Jahrhunderts und zur Chronologie der Fuldaer Äbte. Fulda 1986, ISBN 3-7900-0148-1.
- Verzeichnis der Alumnen und der Konviktoren des Päpstlichen Seminars in Fulda (1584–1773). Sankt Ottilien 1987, ISBN 3-88096-441-6.
- Die Fuldaer Äbte und Bischöfe. Festgabe des Bistums Fulda für Bischof Eduard Schick zum Diamantenen Priesterjubiläum. Frankfurt am Main 1989, ISBN 3-7820-0585-6.
- Die Provinzialsynoden in Frankreich vom Konzil von Vienne bis zum Konzil von Trient (1312 - 1545) (Fuldaer Studien 16), hrsg. von Markus Lersch. Herder, Freiburg im Breisgau 2013. ISBN 9783451306921